# Дакома (Оклахома)
Дакома (англ. Dacoma) — місто (англ. town) в США, в окрузі Вудс штату Оклахома. Населення — 109 осіб (2020).

## Географія
Дакома розташована за координатами 36°39′34″ пн. ш. 98°33′49″ зх. д. / 36.65944° пн. ш. 98.56361° зх. д. (36.659581, -98.563496).  За даними Бюро перепису населення США в 2010 році місто мало площу 1,36 км², уся площа — суходіл.

## Демографія
Згідно з переписом 2010 року, у місті мешкало 107 осіб у 49 домогосподарствах у складі 35 родин. Густота населення становила 78 осіб/км².  Було 77 помешкань (56/км²).
Расовий склад населення:
| - 92,5 % — білих - 5,6 % — корінних американців |

До двох чи більше рас належало 0,9 %. Частка іспаномовних становила 2,8 % від усіх жителів.
За віковим діапазоном населення розподілялося таким чином: 8,4 % — особи молодші 18 років, 66,4 % — особи у віці 18—64 років, 25,2 % — особи у віці 65 років та старші. Медіана віку мешканця становила 56,1 року. На 100 осіб жіночої статі у місті припадало 109,8 чоловіків;  на 100 жінок у віці від 18 років та старших — 104,2 чоловіків також старших 18 років.
Середній дохід на одне домашнє господарство  становив 61 029 доларів США (медіана — 36 786), а середній дохід на одну сім'ю — 75 859 доларів (медіана — 37 321). Медіана доходів становила 51 875 доларів для чоловіків та 23 958 доларів для жінок. За межею бідності перебувало 7,5 % осіб, у тому числі 0,0 % дітей у віці до 18 років та 5,9 % осіб у віці 65 років та старших.
Цивільне працевлаштоване населення становило 46 осіб. Основні галузі зайнятості: роздрібна торгівля — 26,1 %, сільське господарство, лісництво, риболовля — 23,9 %, освіта, охорона здоров'я та соціальна допомога — 19,6 %.